# Fairey Gyrodyne
Die Fairey FB-1 Gyrodyne war ein experimenteller Flugschrauber des britischen Herstellers Fairey Aviation. „FB“ stand hierbei für „Fairey-Bennett“. Die Gyrodyne verwendete einen einzelnen Rotor zum senkrechten Starten und Landen, sowie zum Vortrieb einen Zugpropeller, der, angebracht am rechtsseitigen Stummelflügel auch den Drehmomentausgleich übernahm. Gyrodyne setzt sich zusammen aus gyratory (sich drehend) und aerodyne einer Bezeichnung für Luftfahrzeuge schwerer als Luft, im Gegensatz zu aerostats.

## Geschichte
Im April 1946 kündigte Fairey ein selbst finanziertes Projekt eines Flugschraubers an, der nach einem Entwurf von J. A. J. Bennett konstruiert und gebaut werden sollte. Die Pläne hierzu wurden von Bennett als damaligem technischen Leiter der Cierva Autogiro Company in den Jahren 1936 bis 1939 erstellt. Der als Cierva C.41 Gyrodyne bezeichnete Entwurf wurde erfolgreich bei der Ausschreibung S. 22/38 für einen Hubschrauber der Royal Navy eingereicht. Mit Beginn des Zweiten Weltkriegs wurde die Entwicklung jedoch eingestellt und selbst nach Kriegsende nahm die Weir Ltd., als Eigentümer von Cierva, das Projekt nicht wieder auf. Bennett wechselte daraufhin im August 1945 zu der neugegründeten Helikopterabteilung von Fairey.
Fairey stellte am 3. April 1946 sein „Private-Venture“-Projekt, den nach den Anforderungen der Specification E.4/46 konstruierten Flugschrauber vor. Fairey erhielt den Auftrag des Air Ministry zum Bau zweier Prototypen. Die fast vollständige Zelle des ersten Prototyps stellte Fairey im September 1947 auf der SBAC-Schau in Radlett (Hertfordshire) aus. Der ungefesselte Erstflug fand am 7. Dezember 1947 auf dem White Waltham Airport statt, wonach sich bis März 1948 eine Erprobung mit langsam gesteigerten Geschwindigkeiten anschloss. Die Maschine erhielt das Luftfahrzeugkennzeichen G-AIKF und die provisorische RAF-Seriennummer VX591. Der zweite Prototyp (G-AJJP) nahm den Versuchsbetrieb im September 1948 auf.
Der erste Prototyp unternahm am 28. Juni 1948 einen Geschwindigkeits-Weltrekordversuch für Helikopter der Klasse G auf einer geraden 3-Kilometer-Strecke. Den Rekord hielt über lange Zeit eine Focke-Achgelis Fa 61 und wurde erst kurz vorher von einer Sikorsky R-5 gebrochen. Der Versuch der Gyrodyne entlang der Eisenbahnlinie London-Reading konnte mit einer erzielten mittleren Geschwindigkeit von 200 km/h erfolgreich abgeschlossen werden. Zehn Monate später mussten im April 1949 die Vorbereitungen für einen Rekordversuch über den geschlossenen 100-Kilometer-Kurs abgebrochen werden, bedingt durch den Absturz der Maschine. Bei dem Unfall starben der Pilot Foster H. Dixon und der Beobachter Derek Garraway.
Zu diesem Zeitpunkt hatte sich die Gyrodyne bereits gegen die Konkurrenten Westland/Sikorsky Dragonfly und Bristol Sycamore durchgesetzt und war für den Einsatz mit der British Army in Malaya ausgewählt worden. Aufgrund des Unfalls verzögerte sich jedoch die Entwicklung und die sechs bestellten Maschinen kamen nicht mehr zur Auslieferung. Stattdessen beschaffte die Army die Dragonfly und später auch die Sycamore.
Während der Untersuchungen des Absturzes, die einen Ermüdungsbruch eines Bolzens des Schlaggelenks als Ursache ermittelten, erhielt das zweite Exemplar Startverbot. Nach einem umfangreichen Umbau und der Umbenennung in Jet Gyrodyne flog die Maschine zum ersten Mal wieder im Januar 1954. Der Antrieb unterschied sich dann deutlich von dem des ersten Prototyps mit einem Blattspitzenantrieb des Rotors, sowie zyklischer und kollektiver Blattverstellung, die direkt auf jedes Rotorblatt wirkte. Darüber hinaus waren jetzt zwei Druckpropeller zur Vortriebserzeugung vorgesehen. Hauptaufgabe des Jet Gyrodyne war die Datengewinnung für die in Entwicklung befindliche Fairey Rotodyne.

## Konstruktion
Die Gyrodyne besaß einen kompakten, aerodynamisch ausgelegten Rumpf. Der Antrieb für Rotor und Propeller lieferte ein Alvis Leonides Sternmotor, der zentral im Rumpf eingebaut war und mittels eines Gebläses zwangsgekühlt wurde.
Die Leistungsaufteilung zwischen dem mit einer Taumelscheibe und kippbarer Nabe ausgestatteten Rotor und dem einen Vortriebspropeller konnte variabel eingestellt werden. Beim Schwebeflug und bei geringer Vorwärtsgeschwindigkeit ging der Großteil der Leistung an den Propeller, so dass dieser sowohl die Steuerung um die Gierachse als auch den Vortrieb übernehmen konnte. Im Horizontalflug konnte durch den getrennten Propellervortrieb mit geringeren Rotorblatteinstellwinkeln und einer geringeren Kreisflächenbelastung operiert werden, was wiederum größere Geschwindigkeiten gegenüber Hubschraubern ermöglichte. Als Indiz für die Komplexität des gesamten Systems kann der Hinweis dienen, dass fast 50 % des Leergewichts auf den Antrieb und die Leistungsübertragungssysteme entfiel.
Die aerodynamische Verkleidung am Ende des linken Stummelflügels bildete lediglich das Gehäuse für eine Batterie, die aus Gründen der Schwerpunktserhaltung dorthin verlagert wurde.

## Technische Daten
| Kenngröße             | Daten |
| --------------------- | --- |
| Besatzung             | 1 |
| Passagiere            | 4 bis 5 |
| Länge                 | 5,84 m |
| Rotordurchmesser      | 15,85 m |
| Höhe                  | 3,07 m |
| Leermasse             | 1633 kg |
| max. Startmasse       | 2177 kg |
| Höchstgeschwindigkeit | 225 km/h |
| Dienstgipfelhöhe      | 3050 m |
| Reichweite            | 400 km |
| Triebwerke            | ein Alvis Leonides Neun-Zylinder-Sternmotor zum Antrieb des Hauptrotors und eines Propellers an der rechten Tragfläche |